# Warren Conservation Park
Warren Conservation Park är en park i Australien. Den ligger i delstaten South Australia, omkring 36 kilometer nordost om delstatshuvudstaden Adelaide.
Närmaste större samhälle är Golden Grove, omkring 17 kilometer sydväst om Warren Conservation Park. 
I omgivningarna runt Warren Conservation Park växer huvudsakligen savannskog. Runt Warren Conservation Park är det glesbefolkat, med 16 invånare per kvadratkilometer. Genomsnittlig årsnederbörd är 593 millimeter. Den regnigaste månaden är juli, med i genomsnitt 95 mm nederbörd, och den torraste är december, med 13 mm nederbörd.